# C15H22O9
分子式C12H22O9，摩尔质量：346.33 g/mol，可以指：
- 桃叶珊瑚苷，CAS号：479-98-1
- 6-脱氧梓醇，PubChem CID：129011855
- 10-脱氧梓醇，CAS号：146714-12-7

|  | 这个同类索引页列出了具有相同分子式的化学物（即同分異構體）条目。 除非您是有意链接至本页，否则应将相应条目的内部链接指向正确的条目。 |